# Георг Ланге
Георг Ланге (нім. Georg Lange; 12 жовтня 1892, Пройссіш-Штаргард — 23 лютого 1984) — німецький офіцер-підводник, корветтен-капітан крігсмаріне.

## Біографія
1 квітня 1911 року вступив на флот. Учасник Першої світової війни, до лютого 1915 року — дивізійний лейтенант на лінкорі «Східна Фризія». З вересня 1915 року — вахтовий офіцер на легкому крейсері «Ельбінг». З червня 1916 року — радіотехнічний і вахтовий офіцер на легкому крейсері «Данциг». В травні-серпні 1917 року навчався в училищі підводників. З вересня 1917 року — вахтовий офіцер на підводному човні SM UB-60. В лютому-квітні 1918 року навчався в торпедному училищі. В квітні-листопаді 1918 року — вахтовий офіцер на SM U-117. 10 вересня 1920 року звільнений у відставку.
В червні 1940 року переданий в розпорядження ОКМ. В березні-травні 1941 року пройшов підготовку в навчальному дивізіоні підводних човнів. З травня по 14 жовтня 1941 і з 17 листопада 1941 по 28 березня 1942 року — командир підводного човна UC-1, з 5 листопада 1942 по жовтень 1943 року — UF-2. В жовтні 1943 року переданий в розпорядження морського коменданта Північної Далмації. З листопада 1943 року — комендант порту Лероса, в січні-червні 1944 року — Мілоса (одночасно заступник коменданта острова), з серпня 1944 року — Спліта. З жовтня 1944 року служив в ОКВ. В травні 1945 року взятий в полон. У вересні 1945 року звільнений. 

## Звання
- Морський кадет (1 квітня 1911)
- Фенріх-цур-зее (15 квітня 1912)
- Лейтенант-цур-зее (3 серпня 1914)
- Оберлейтенант-цур-зее (26 квітня 1917)
- Капітан-лейтенант запасу (21 січня 1921)
- Корветтен-капітан (1 квітня 1942)

## Нагороди
- Залізний хрест
  - 2-го класу (27 січня 1916)
  - 1-го класу (24 жовтня 1919)
- Нагрудний знак підводника (1918) (жовтень 1918)
- Почесний знак «Залізний Роланд Бременського громадянського комітету» (5 лютого 1919)
- Почесний хрест ветерана війни з мечами
- Хрест Воєнних заслуг 2-го класу з мечами (1 вересня 1941)
- Застібка до Залізного хреста 2-го класу (5 січня 1944)